# Kościół Narodzenia Najświętszej Maryi Panny w Lgowie
Kościół Narodzenia Najświętszej Maryi Panny w Lgowie – rzymskokatolicki kościół filialny należący do parafii św. Jana Chrzciciela w Brzóstkowie (dekanat Żerków diecezji kaliskiej).
Jest to świątynia wzniesiona zapewne w 2 połowie XVI wieku. Ufundowana została przez rodzinę Roszkowskich. W 1740 roku został zbudowany chór muzyczny. W 1 poł. XIX wieku kościół został powiększony o murowaną kruchtę dwukondygnacyjną i kaplicę dla rodziny Gorzeńskich. Natomiast w 1901 roku do świątyni zostały dobudowane: kostnica i kruchta. W latach 1972–73 i 1997–2000 kościół był restaurowany. W 1985 roku został okradziony z lichtarzy.
Budowla jest drewniana, jednonawowa, posiada konstrukcję zrębową. Świątynia jest orientowana. Jej prezbiterium jest mniejsze w stosunku do nawy, zamknięte jest trójbocznie, z boku znajduje się zakrystia. Po bokach nawy są umieszczone: kaplica i kruchta. Zwieńczają je namiotowe dachy z dachówką. Wejście od frontu jest osłonięte daszkiem podpartym dwoma słupami. Świątynię nakrywa dach dwukalenicowy z szerokim okapem, pokryty gontem z barokową, ośmiokątną wieżyczką na sygnaturkę. Jest ona zwieńczona drewnianym cebulastym dachem hełmowym z latarnią. Wewnątrz znajduje się płaski strop obejmujący nawę i prezbiterium. Chór muzyczny jest podparty dwoma słupami. Belka tęczowa jest ozdobiona renesansowym krucyfiksem z początku XVII stulecia. Polichromia jest skromna. Wyposażenie w stylu późnorenesansowym pochodzi z 1 poł. XVII wieku, należą do niego: ołtarz główny, dwa ołtarze boczne – bogato ozdobione ornamentem roślinnym i licznymi rzeźbami oraz ambona. Czwarty ołtarz jest umieszczony w kaplicy. Późnogotycka chrzcielnica pochodzi z 2 połowy XV wieku. Krucyfiks procesyjny powstał w XVI wieku.